# Arrondissement de Castres
L'arrondissement de Castres est une division administrative française, située dans le département du Tarn, et en région Occitanie.
En 2021, l'arrondissement de Castres compte près de 200 000 habitants.

## Historique
Créé par la loi du 17 février 1800 (28 pluviôse de l'an VIII), l'arrondissement de Castres remplace les districts de Castres et Lacaune. Par le décret du 10 septembre 1926, l'arrondissement de Castres absorbe l'arrondissement de Lavaur.

## Composition

### Composition avant 2015
- canton d'Anglès
- canton de Brassac
- canton de Castres-Est (et ancien canton de Castres)
- canton de Castres-Nord
- canton de Castres-Ouest
- canton de Castres-Sud
- canton de Cuq-Toulza
- canton de Dourgne
- canton de Graulhet
- canton de Labruguière
- canton de Lacaune
- canton de Lautrec
- canton de Lavaur
- canton de Mazamet-Nord-Est (et ancien canton de Mazamet)
- canton de Mazamet-Sud-Ouest
- canton de Montredon-Labessonnié
- canton de Murat-sur-Vèbre
- canton de Puylaurens
- canton de Roquecourbe
- canton de Saint-Amans-Soult
- canton de Saint-Paul-Cap-de-Joux
- canton de Vabre
- canton de Vielmur-sur-Agout

### Découpage communal depuis 2015
Depuis 2015, le nombre de communes des arrondissements varie chaque année soit du fait du redécoupage cantonal de 2014 qui a conduit à l'ajustement de périmètres de certains arrondissements, soit à la suite de la création de communes nouvelles. Le nombre de communes de l'arrondissement de Castres est ainsi de 153 en 2015, 151 en 2016 et 151 en 2017.
Au 1er janvier 2024, l'arrondissement groupe les 151 communes suivantes :
1. Aguts
2. Aiguefonde
3. Albine
4. Algans
5. Ambres
6. Anglès
7. Appelle
8. Arfons
9. Arifat
10. Aussillon
11. Bannières
12. Barre
13. Belcastel
14. Belleserre
15. Berlats
16. Bertre
17. Le Bez
18. Blan
19. Boissezon
20. Bout-du-Pont-de-Larn
21. Brassac
22. Briatexte
23. Brousse
24. Burlats
25. Busque
26. Cabanès
27. Cahuzac
28. Cambon-lès-Lavaur
29. Cambounès
30. Cambounet-sur-le-Sor
31. Les Cammazes
32. Carbes
33. Castres
34. Caucalières
35. Cuq
36. Cuq-Toulza
37. Damiatte
38. Dourgne
39. Durfort
40. Escoussens
41. Espérausses
42. Fiac
43. Fontrieu
44. Fréjeville
45. Garrevaques
46. Garrigues
47. Gijounet
48. Giroussens
49. Graulhet
50. Guitalens-L'Albarède
51. Jonquières
52. Labastide-Rouairoux
53. Labastide-Saint-Georges
54. Laboulbène
55. Labruguière
56. Lacabarède
57. Lacapelle-Escroux
58. Lacaune
59. Lacaze
60. Lacougotte-Cadoul
61. Lacroisille
62. Lacrouzette
63. Lagardiolle
64. Lagarrigue
65. Lamontélarié
66. Lasfaillades
67. Lautrec
68. Lavaur
69. Lempaut
70. Lescout
71. Lugan
72. Magrin
73. Marzens
74. Le Masnau-Massuguiès
75. Massac-Séran
76. Massaguel
77. Maurens-Scopont
78. Mazamet
79. Missècle
80. Montcabrier
81. Montdragon
82. Montfa
83. Montgey
84. Montpinier
85. Montredon-Labessonnié
86. Mont-Roc
87. Moulayrès
88. Moulin-Mage
89. Mouzens
90. Murat-sur-Vèbre
91. Nages
92. Navès
93. Noailhac
94. Palleville
95. Payrin-Augmontel
96. Péchaudier
97. Peyregoux
98. Pont-de-Larn
99. Poudis
100. Prades
101. Pratviel
102. Puéchoursi
103. Puybegon
104. Puycalvel
105. Puylaurens
106. Rayssac
107. Le Rialet
108. Roquecourbe
109. Roquevidal
110. Rouairoux
111. Saint-Affrique-les-Montagnes
112. Saint-Agnan
113. Saint-Amancet
114. Saint-Amans-Soult
115. Saint-Amans-Valtoret
116. Saint-Avit
117. Saint-Gauzens
118. Saint-Genest-de-Contest
119. Saint-Germain-des-Prés
120. Saint-Germier
121. Saint-Jean-de-Rives
122. Saint-Jean-de-Vals
123. Saint-Julien-du-Puy
124. Saint-Lieux-lès-Lavaur
125. Saint-Paul-Cap-de-Joux
126. Saint-Pierre-de-Trivisy
127. Saint-Salvi-de-Carcavès
128. Saint-Salvy-de-la-Balme
129. Saint-Sernin-lès-Lavaur
130. Saint-Sulpice-la-Pointe
131. Saïx
132. Sauveterre
133. Sémalens
134. Senaux
135. Serviès
136. Sorèze
137. Soual
138. Teulat
139. Teyssode
140. Vabre
141. Valdurenque
142. Veilhes
143. Vénès
144. Verdalle
145. Viane
146. Vielmur-sur-Agout
147. Villeneuve-lès-Lavaur
148. Le Vintrou
149. Viterbe
150. Viviers-lès-Lavaur
151. Viviers-lès-Montagnes

## Démographie
En 2022, l'arrondissement comptait 198 720 habitants.
| 1968    | 1975    | 1982    | 1990    | 1999    | 2006    | 2011    | 2016    | 2021    |
| ------- | ------- | ------- | ------- | ------- | ------- | ------- | ------- | ------- |
| 170 697 | 177 102 | 178 218 | 179 974 | 178 412 | 187 455 | 192 325 | 195 298 | 198 088 |

| 2022    | - | - | - | - | - | - | - | - |
| ------- | - | - | - | - | - | - | - | - |
| 198 720 | - | - | - | - | - | - | - | - |

## Sous-préfets
Liste établie à la source des données de la sous-préfecture de Castres.
- 1800 : Pierre-Nicolas-Joseph de Bourguet de Travanet
- 1802: Paul Sabatier de Lachadenède
- 1811: Joseph Prosper Hippolyte de Barrin
- 1814: M. VILLENEUVE
- 1814: M. DUBOSQUET
- 1814: M. de CAZES de l'ISLE
- 1815: M. AUSSENAC
- 1815: M. BONNE de LESDIGUIERES
- 1830: M. GUIBAL
- 1833: M. LAFON
- 1841: M. de VERGERON
- 1848: M. VERBIGIER de SAINT PAUL
- 1855: Étienne Henri Garnier
- 1856: Oscar Grimaldi
- 1861: M. de VALLAVIEILE
- 1865: M. BELLOC
- 1870: M. ASSIOT
- 1871: M. de LESTAUBIERE
- 1873: M. BERNARD
- 1876: M. de RAYMOND CAHUZAC
- 1877: M. DENIS de RIVOIRE
- 1877: M. DURAND
- 1879: M. BAUSIL
- 1883: M. ARNAUD
- 1886: M. COULY
- 1888: M. RODIERE
- 1894: M. FRANCIERE
- 1895: M. TURGOT
- 1896: M. MARRAUD
- 1896: M. VIGUERIE
- 1897: M. ROSAPELLY
- 1898: M. EYGUIERE
- 1902: M. LAPAINE
- 1906: M. VASSAL
- 1911:M. POIVERT
- 1914:M. LABREGERE
- 1914: M. REMYON
- 1921: M. FOURCADE
- 1926: M. VIE
- 1930: M. VAULIER
- 1930: M. GONZALVE
- 1935: M. SUDRES
- 1936: M. POULAT
- 1940: M. CHAUMEIL
- 1941: Pierre BAILLY
- 1944: Albert MARC
- 1947: Jean-Louis LEVASSEUR
- 1950: Pierre DOUEIL
- 1954: Jean MENNECIER
- 1959: Lucien FEYDEL
- 1960: Maurice PLANQUES
- 1962: Cecil MULLINS
- 1971: Pierre CAYRON
- 1974: Pierre BENAZET
- 1978: Désiré CARLI
- 1980: Gilles KILIAN
- 1982: André DURAND
- 1984: Raymond GUILLOU
- 1986: Jean-Luc MAURICE
- 1988: Paul AMBROSINI
- 1991: Max CAMUS
- 1996: Alain KOEGLER
- 1999: Olivier du CRAY
- 2003: Pierre SALLES
- 2005: Jacques TRONCY
- 2010: Colin MIEGE
- 2012: Jean-Yves CHIARO
- 2018: François PROISY